# Coscineuscelus amplectens
Coscineuscelus amplectens là một loài bọ cánh cứng trong họ Attelabidae. Loài này được Mannerheim miêu tả khoa học năm 1833.